# Luigi Carlo Borromeo
Luigi Carlo Borromeo (ur. 26 października 1893 w Graffignanie, zm. 4 lipca 1975 w Pesaro) – włoski biskup rzymskokatolicki.

## Życiorys
Urodził się 26 października 1893 roku w Graffignanie. W 1918 roku przyjął sakrament święceń. 4 listopada 1951 roku został mianowany biskupem pomocniczym Lodi, stając się jednocześnie biskupem tytularnym Chomy. Sakrę przyjął 2 grudnia tego samego roku. Pod koniec 1952 roku został przeniesiony do diecezji Pesaro. Zmarł 4 lipca 1975 roku w Pesaro.